# Patrick Quentin
Patrick Quentin (auch Q. Patrick oder Jonathan Stagge) ist das Pseudonym der US-amerikanischen Schriftsteller 
- Richard Wilson Webb (* 23. November 1901; † Februar 1970) und
- Hugh Callingham Wheeler (* 19. März 1912; † 26. Juli 1987).

Die beiden Autoren haben unter dem Pseudonym Patrick Quentin ab 1936 Kriminalromane um den Theaterproduzenten und Detektiv Peter Duluth veröffentlicht. Sie schrieben bis 1941 auch unter dem Pseudonym Q. Patrick und von 1937 bis 1949 unter Jonathan Stagge.
Richard Wilson Webb schrieb bereits vor der Zusammenarbeit mit Hugh Wheeler unter dem Pseudonym Q. Patrick zwei Kriminalromane mit Martha Mott Kelly und zwei Romane mit Mary Louise Aswell.
Hugh Wheeler schrieb mehrere Bücher zu Musicals, unter anderem zu Sweeney Todd.

## Werke (Auswahl)
- Das Mädchenopfer. Diogenes, Zürich 1996, ISBN 3-257-22886-4.
- Fatal woman. Diogenes, Zürich 1996, ISBN 3-257-22887-2.
- Puzzle für Schwindler. Diogenes, Zürich 1995, ISBN 3-257-22797-3.
- Puzzle für Puppen. Diogenes, Zürich 1994, ISBN 3-257-22760-4.
- Puzzle für Sünder. Diogenes, Zürich 1993, ISBN 3-257-22607-1.
- Puzzle für Söhnchen. Diogenes, Zürich 1993, ISBN 3-257-22552-0.
- Mordgeflüster. Heyne, München 1991, ISBN 3-453-04949-7.
- Puzzle für Spieler. Diogenes, Zürich 1990, ISBN 3-257-21870-2.
- Puzzle für Spinner. Diogenes, Zürich 1989, ISBN 3-257-21690-4.
- Bächleins Rauschen tönt so bang .... Diogenes, Zürich 1988, ISBN 3-257-20195-8.
- Wir haben es geschafft (Look: We have come through). Deutsches Theater Göttingen, 1964

## Verfilmungen
- 1954: Die Spinne (Black widow) – nach dem Roman "Fatal Woman"
- 1959: Das tödliche Netz (The Man in the Net)
- 1960: An einem heißen Nachmittag (L’homme à femmes)
- 1961: Hinter fremden Fenstern (Le rendez-vous) – nach dem Roman "The Man with the two Wives"
- 1962: Die dritte Dimension ( La couteau dans la plaie)

## Preise und Auszeichnungen
- 1949: Grand prix de littérature policière
- 1963: Edgar Award von den Mystery Writers of America